# Чернолесовский
Чернолесовский (баш. Чернолес) — село в Уфимском районе Республики Башкортостан Российской Федерации. Входит в состав Красноярского сельсовета.  Согласно переписи 2020 года население составляло 1332 человека.

## География

### Географическое положение
Расстояние до:
- районного центра (Уфа): 26 км,
- центра сельсовета (Красный Яр): 17 км,
- ближайшей ж/д станции (Уфа): 26 км.

## Население
| 2002 | 2009  | 2010  |
| ---- | ----- | ----- |
| 905  | ↗1105 | ↗1118 |

Национальный состав
Согласно переписи 2002 года, преобладающая национальность — татары (57 %).

## Религия
В селе есть мечеть.